# Mark Wolverton
Pour les articles homonymes, voir Wolverton.
Mark Wolverton est un écrivain scientifique américain.

## Biographie
Wolverton détient un baccalauréat en littérature scientifique/journalisme de l'université DePaul à Chicago.
Ses articles scientifiques ont notamment été publiés dans Scientific American, American Heritage of Invention & Technology et Air & Space/Smithsonian (en), ainsi que par Psychology Today et Wired.

## Œuvres
- (en) Mark Wolverton et Roger Stern, The Science of Superman, I books, 2002, 256 p. (ISBN 978-0-7434-5273-1)
- (en) Mark Wolverton, The Depths of Space : The Story of the Pioneer Planetary Probes, Joseph Henry Press, 2004, 256 p. (ISBN 978-0-309-09050-6)
- (en) Mark Wolverton, A Life in Twilight : The Final Years of J. Robert Oppenheimer, New York, New York, St. Martin's Press, 2008, 352 p. (ISBN 978-0-312-37440-2 et 0-312-37440-2, OCLC 223882887, présentation en ligne)